# Kiskoszmály
Kiskoszmály (szlovákul Malé Kozmálovce) község Szlovákiában, a Nyitrai kerület Lévai járásában.

## Fekvése
Lévától 14 km-re északnyugatra, a Garam jobb partján fekszik.

## Története
A régészeti leletek tanúsága szerint területén már az újkőkorszakban is éltek emberek. A koraközépkorban nagymorva erődített település állt itt.
A mai település neve – mely már a győztes Pozsonyi csatát megelőzően népesült be magyar lakossággal – az 1332-ben felvett pápai tizedjegyzékben bukkan fel először, majd 1372-ben említik "Kys Kozmál" alakban. Sárói nemesek birtoka, majd 1489-től Gímes várának uradalmához tartozott. 1601-ben 35 ház állt a településen. 1618-ban megtámadta és felégette a török. 1619-ben hódolt falu volt. 1718-tól az érsekújvári uradalom része. A 18. század elején kastély épült itt, mely később úgy megrongálódott, hogy le kellett bontani. 1828-ban 89 háza volt 583 lakossal, akik mezőgazdasággal és szőlőtermesztéssel foglalkoztak. 1853-ban Ordódy Ágoston segítségével a katolikusok saját iskolát hoztak létre.
Az I. világháborút követően a Kálvini-Református Timóteus Társaság árvaházat alapít és tart fenn. Pedagógiai szaktanácsadója Karácsony Sándor debreceni professzor, a XX. század legkiemelkedőbb magyar pedagógusa volt. A II. világháborút követő etnikai tisztogatás során szűnt meg, mikoris a falu magyar lakosságát kitelepítették, vagy deportálták.
Fényes Elek geográfiai szótárában így ír: "Kis-Koszmály, (Kozmalovcze), Bars m. magyar falu, a Garan jobb partján, Uj Barshoz 1/2 mfd. 313 kath., 186 ref. lak. Földjei jó buzát, rozsot teremnek, szőlleje, s tölgyes erdeje van. F. u. gr. Migazzi. Ut. p. Léva."  Archiválva 2007. szeptember 27-i dátummal a Wayback Machine-ben
A trianoni békeszerződésig Bars vármegye Lévai járásához tartozott. 1918-ban a nagybirtokot felparcellázták.
1985-1994 között Tolmácshoz csatolták.

## Népessége
| Év:            | 1994. | 2004. | 2014.   | 2024.   |
| -------------- | ----- | ----- | ------- | ------- |
| Emberek száma: | 0     | 368   | 366     | 373     |
| Eltérés:       |       | –     | -0,54 % | +1,91 % |

| Év:            | 2023. | 2024.   |
| -------------- | ----- | ------- |
| Emberek száma: | 377   | 373     |
| Eltérés:       |       | -1,06 % |

1880-ban 664 lakosából 589 magyar és 42 szlovák anyanyelvű volt.
1890-ben 676 lakosából 659 magyar és 12 szlovák anyanyelvű volt.
1900-ban 642 lakosából 612 magyar és 30 szlovák anyanyelvű volt.
1910-ben 613 lakosából 572 magyar, 38 szlovák és 3 német anyanyelvű volt. Ekkor 365 katolikus, 238 református és 10 izraelita lakta a falut.
1921-ben 572 lakosából 528 magyar és 37 csehszlovák volt.
1930-ban 620 lakosából 467 magyar és 152 csehszlovák volt.
1941-ben 619 lakosából 595 magyar és 20 szlovák volt.
Az 1920-as években a még színmagyar falu lakosából a Beneš-dekrétumok miatti kitelepítés, illetve deportálás és szlovák betelepítés után a község nemzetiségi képe teljesen megváltozott.
2001-ben 402 lakosából 348 szlovák és 48 magyar volt.
2011-ben 391 lakosából 350 szlovák és 30 magyar volt.
2021-ben 381 lakosából 323 (+1) szlovák, 13 (+2) magyar, 6 egyéb és 39 ismeretlen nemzetiségű volt.

## Nevezetességei

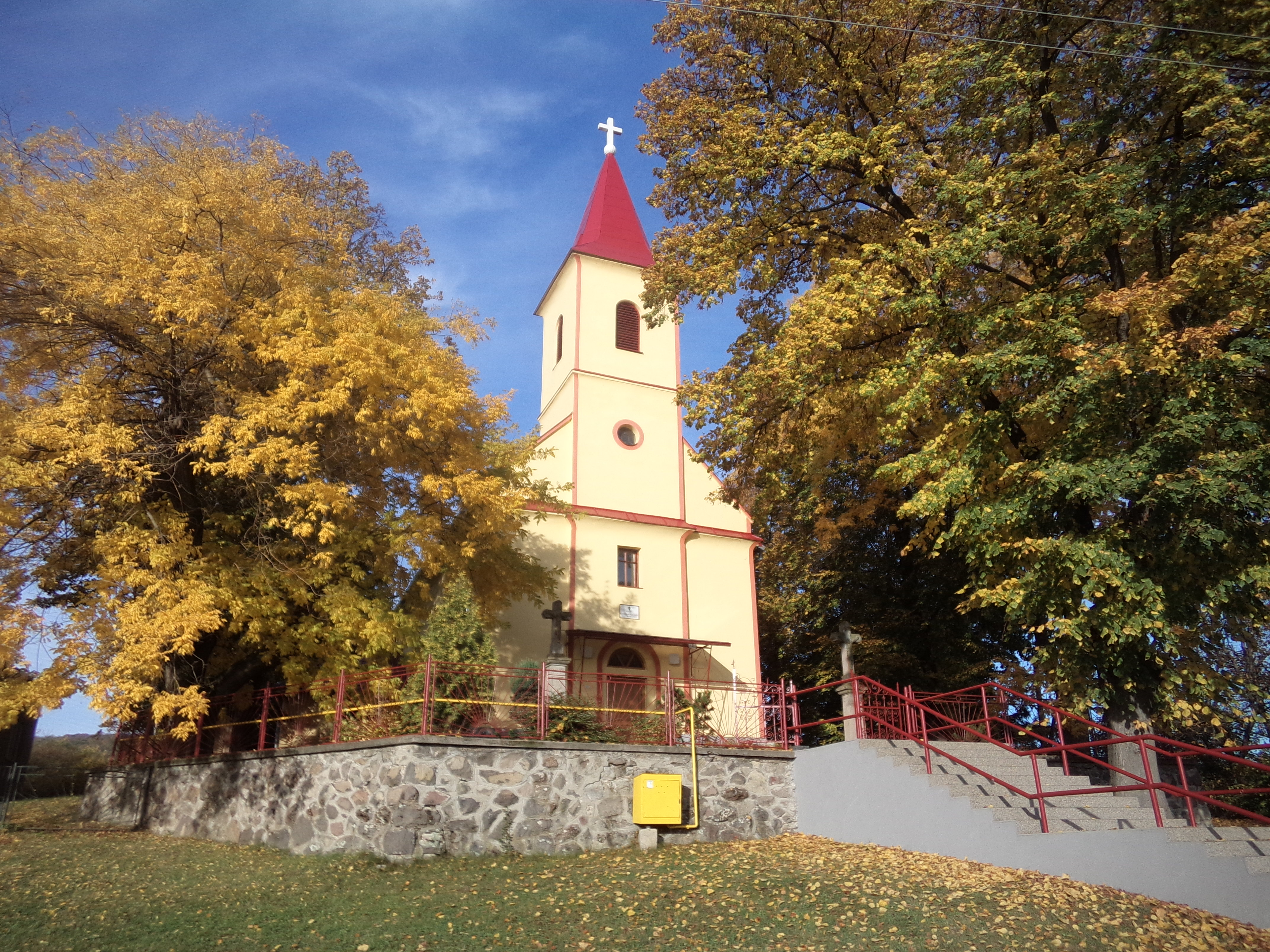
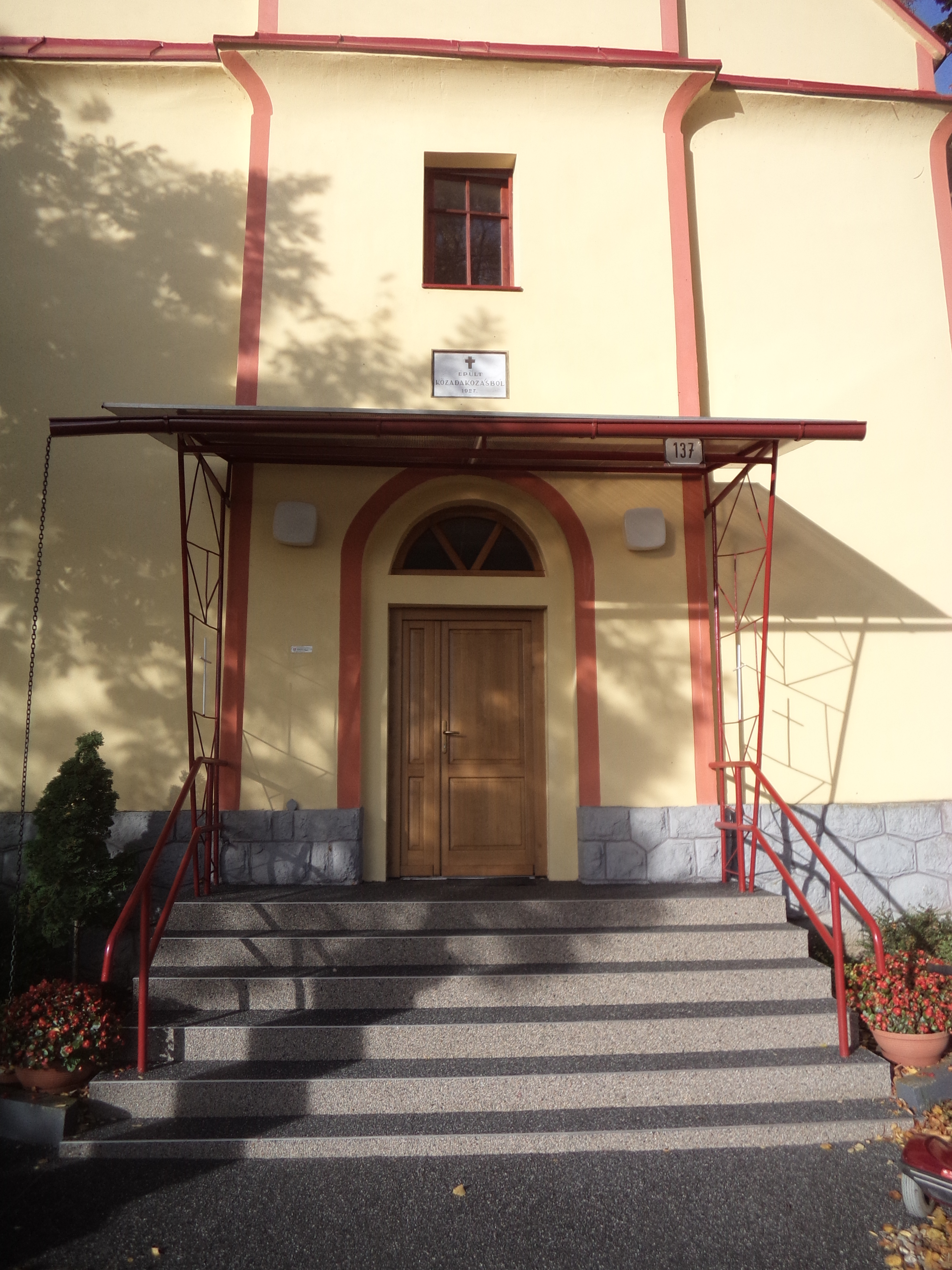
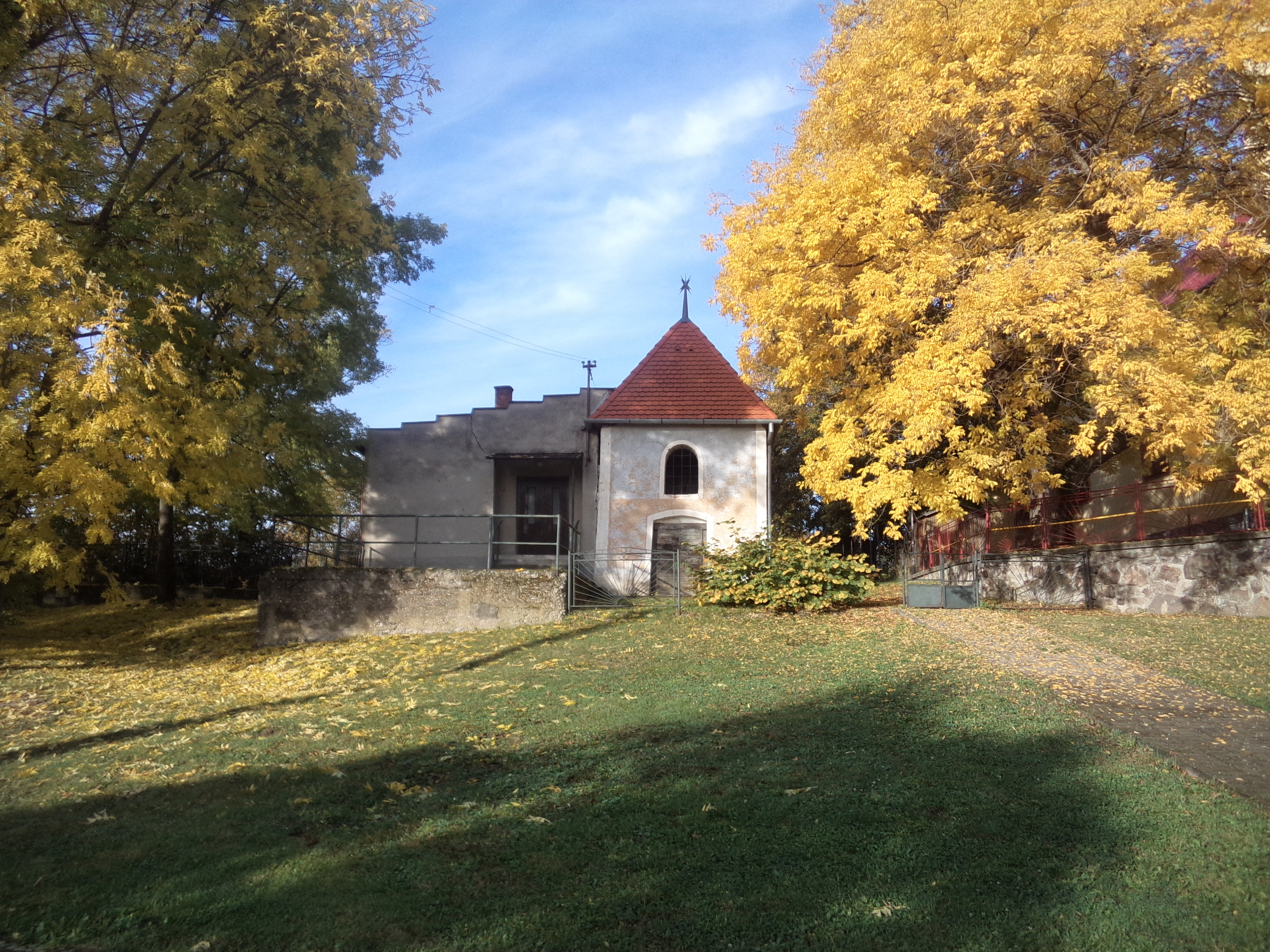
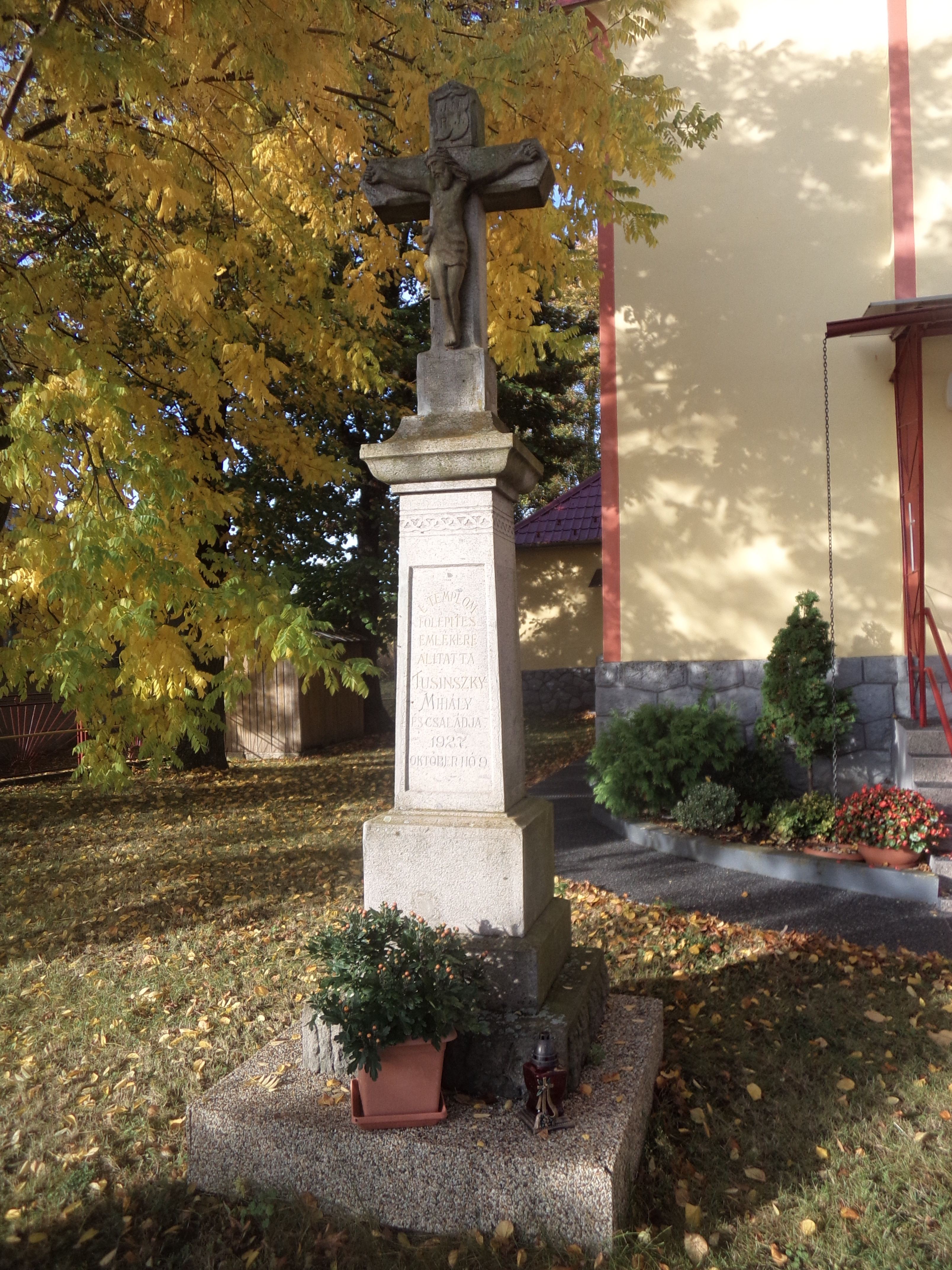
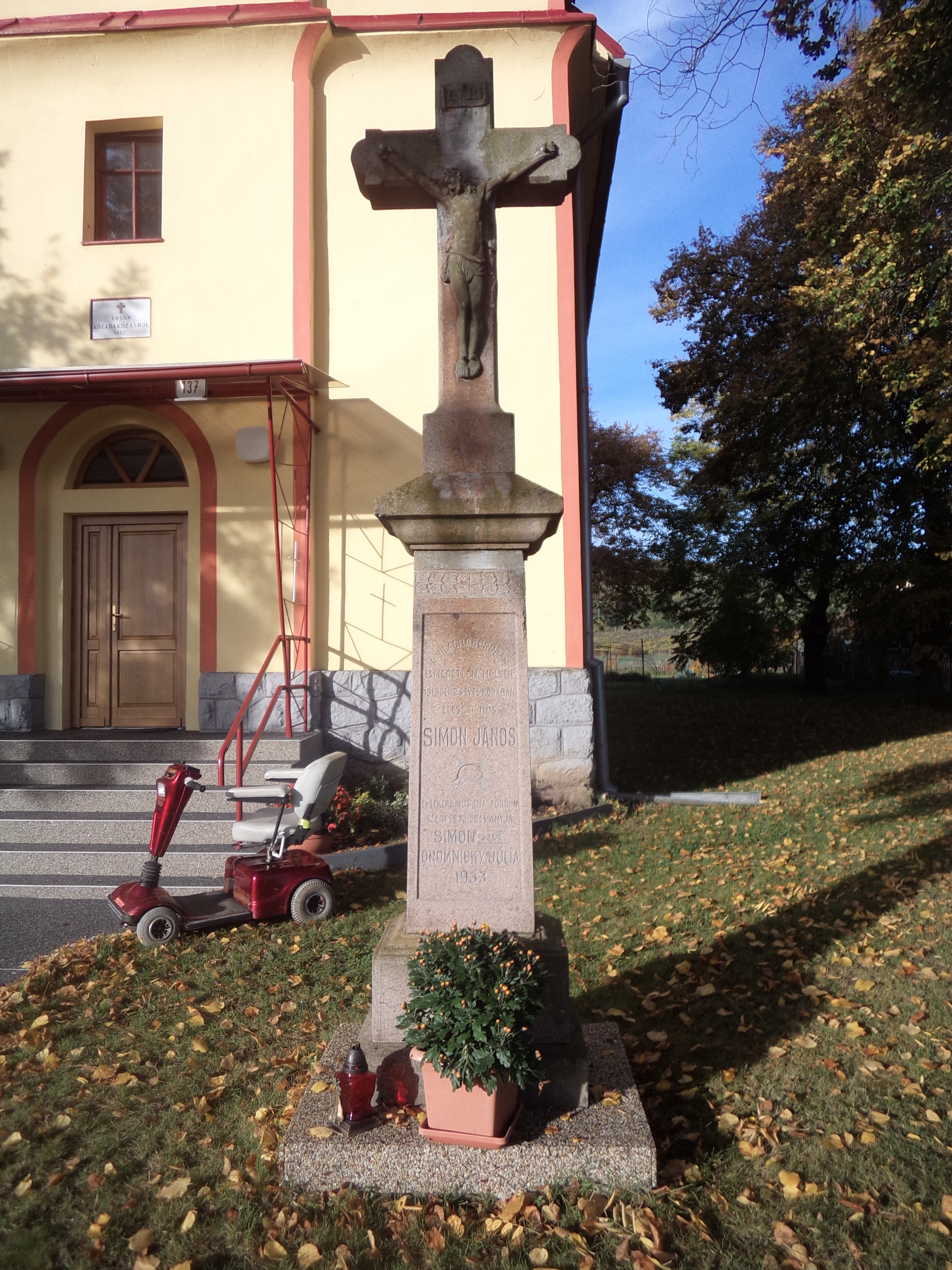

- A Rózsafüzér királynője tiszteletére szentelt római katolikus temploma.
- Klasszicista kastélya a 19. század elején épült.
- A falu déli részén levő szőlőhegyen kitűnő borokat termelnek.
- A határában található Koszmályi tó a horgászok és vízisportkedvelők paradicsoma.

## Külső hivatkozások
- A község a Barsi régió honlapján
- Községinfó
- Kiskoszmály Szlovákia térképén
- E-obce.sk Archiválva 2008. december 11-i dátummal a Wayback Machine-ben